# Lịch sử bia

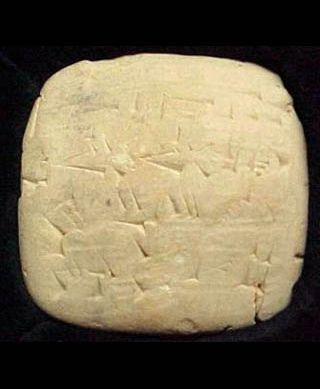
Biên lai bia Alulu – một biên lai chứng nhận việc mua bia "tốt nhất" vào năm 2050 TCN từ thành phố cổ Ur của người Sumer, Iraq cổ đại.

Bia là một trong những đồ uống lâu đời nhất thế giới, lịch sử bia có niên đại đến 6000 năm TCN, nó đã được ghi lại trong văn bản lịch sử của vùng Lưỡng Hà. Các tài liệu sớm nhất của người Sumer cũng đề cập tới bia. Một lời cầu nguyện tới nữ thần Ninkasi còn được gọi là "Thánh ca cho Ninkasi" được dùng như một lời cầu nguyện cũng như phương pháp để ghi nhớ công thức làm bia trong một nền văn hóa có rất ít người biết chữ.
Như hầu hết các chất có chứa carbohydrat, chủ yếu là đường hoặc tinh bột, có thể len men tự nhiên, có khả năng đồ uống giống bia được phát minh độc lập giữa các nền văn hóa khác nhau trên toàn thế giới. Việc phát minh ra bánh mì và/hoặc bia đã được chứng minh là động lực cho con người phát triển công nghệ và xây dựng nền văn minh nhân loại. Các thực nghiệm hóa học sớm nhất đã cho thấy bia lúa mạch được phát hiện tại Godin Tepe ở miền trung dãy nũi Zagros của Iran có niên đại khoảng 3400-3000 năm TCN. (Chalcolithic/Late Uruk Period).
Bia có thể đã được biết đến ở châu Âu thời kỳ đồ đá mới khoảng 3000 năm TCN, và được ủ chủ yếu trong gia đình.
Trước Cách mạng công nghiệp, bia tiếp tục được sản xuất bán trên quy mô gia đình, mặc dù đến thế kỷ 7 sau công nguyên, các tu viện ở châu Âu cũng sản xuất và bán bia. Trong cách mạng công nghiệp, việc sản xuất bia được chuyển từ thủ công sang công nghiệp, việc sản xuất nhỏ lẻ không còn đáng kể vào cuối thế kỷ 19. Sự phát triển của phù kế và nhiệt kế đã thay đổi việc làm bia, các công cụ đó cho phép người làm bia có thể kiểm soát nhiều hơn quá trình làm bia, thu được nhiều kết quả hơn.
Ngày nay, ngành công nghiệp sản xuất bia là một nền kinh doanh toàn cầu, bao gồm một số công ty đa quốc gia chiếm ưu thế trên thị trường và hàng ngàn các nhà sản xuất nhỏ từ các cơ sở nhỏ tới các cơ sở lớn của vùng. Hơn 133 tỉ lít (35 tỉ gallon) được bán mỗi năm—doanh thu toàn cầu là 294,5 tỉ USD (147,7 tỉ bảng Anh) năm 2006.

## Lịch sử
Tài liệu lịch sử cho thấy khoảng 6.000 năm trước, nền văn minh Trung Quốc cổ đại đã làm một loại đồ uống giống bia có tên gọi kyui.
Ở vùng Lưỡng Hà cổ đại, các tấm đất sét cho thấy việc làm bia là một nghề nghiệp được kính trọng vào thời đó, phần lớn những người làm bia là phụ nữ. Các phát hiện cho thấy việc dùng lại cùng các dụng cụ chứa (chai, lọ, vại...) cho quá trình lên men nguyên liệu cung cấp các kết quả đáng tin cậy hơn khám phá ban đầu là: những người làm bia khi di chuyển mang theo các bình bên mình.
Các tấm khắc đất sét Ebla được phát hiện năm 1974 tại Ebla, Syria, có niên đại 2500 năm TCN, tiết lộ việc thành phố cổ này đã sản xuất một loạt các loại bia khác nhau, gồm cả một loại bia có tên gọi là "Ebla". Các dấu vết ban đầu của bia và quá trình làm bia cũng đã được tìm thấy ở Babylon cổ đại. Vào thời điểm đó, phụ nữ và thầy tu cũng làm bia. Một số loại bia đã được sử dụng, đặc biệt trong các nghi lễ tôn giáo. Năm 2100 TCN, vua Babylon là Hammurabi đã ban hành bộ luật của mình, trong đó có cả các quy định về chủ quán rượu.

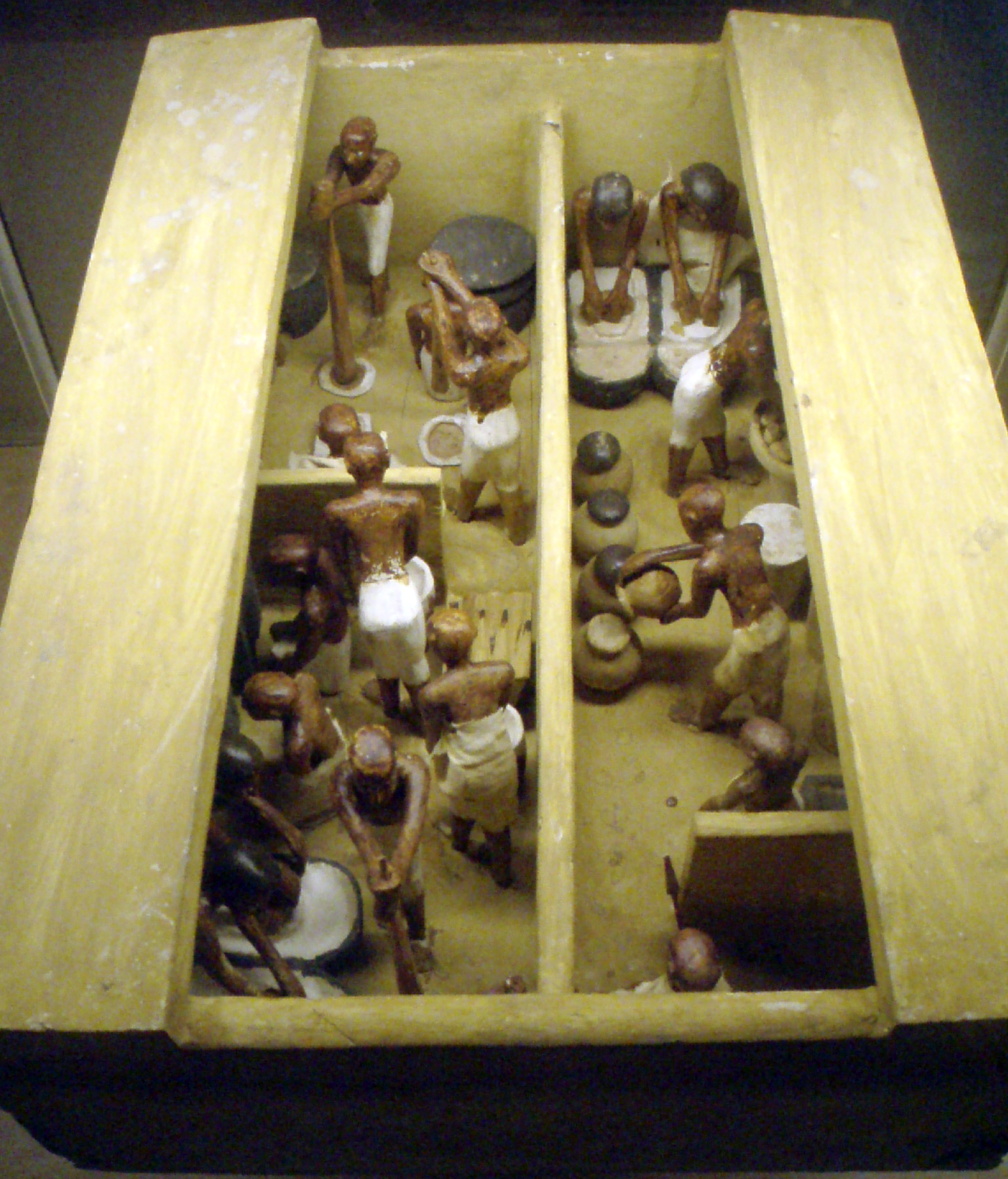
Mô hình lò bánh mì và xưởng làm bia, thuộc Triều đại thứ 11 của Ai Cập, khoảng 2009–1998 năm TCN

Bia là một phần trong chế độ ăn uống hàng ngày của các Pharaoh Ai Cập cách đây hơn 5000 năm. Sau đó, nó được làm từ bánh mì lúa mạch nướng, và cũng được sử dụng trong các hoạt động tôn giáo.
Vai trò của bia trong xã hội Ai Cập cổ đại là rất lớn, nó không chỉ là một đồ uống. Thông thường, bia được sử dụng để chữa một số bệnh khác nhau, bia còn được xem như một món quà thích hợp nhất để tặng cho các Pharaoh Ai Cập, và nó cũng được xem là vật cúng tế để dâng lên các vị thần.
Dựa bằng chứng lịch sử, người Ai Cập đã dạy cho người Hy Lạp cách làm bia. Nhà văn Hy Lạp là Sophocles (450 TCN) đã thảo luận về khái niệm của sự điều độ khi nói đến việc tiêu thụ bia trong nền văn hóa Hy Lạp, và ông tin rằng chế độ ăn uống tốt nhất cho người Hy Lạp gồm bánh mì, thịt, các loại rau và bia (người Hy Lạp gọi bia là "ζῦθος" (zythos)). Người Hy Lạp cổ đại cũng làm bia barleywine (tiếng Hy Lạp: "κρίθινος οἶνος" - krithinos oinos, "barley wine"), loại bia này được sử gia Hy Lạp Polybius đề cập trong tác phẩm The Histories của ông, trong cuốn sách này ông nói người Phaeacia giữ bia barleywine trong krater (một loại vại) bằng bạc và vàng.
Ngược lại với người Ai Cập và Sumer, với người Do Thái thì "bia chưa bao giờ đóng một vai trò quan trọng trong các thói quen uống đồ uống có cồn ở vùng đất Israel." Đây là tuyên bố của Bảng tàng Do Thái, New York và Jerusalem, liên quan tới tập quán của người Do Thái cổ đại.
Quá trình sản xuất bia đã tăng lên rất nhanh khi Kitô giáo phát triển. Điều này chủ yếu do các thầy tu cũng làm bia. Tu viện là các tổ chức đầu tiên làm bia vì mục đích thương mại. Các thầy tu xây xưởng nấu bia là một phần của mục tiêu cung cấp thực phẩm, chỗ trú chân và đồ uống cho người hành hương và khách bộ hành.
Một số lượng lớn các vị thánh của Kito giáo là thánh bảo trợ cho việc làm bia. Thánh Augustine thành Hippo, thánh Arnulf thành Metz, Thánh Luca người truyền giáo và thánh Nicôla thành Myra đều được xem là người bảo trợ cho nghề làm bia.
Hoàng đế Charlemagne, người cai trị vương quốc Thiên chúa giao khoảng năm 770 SCN coi bia là một phần quan trọng của cuộc sống, và mọi người thường nghĩ chính ông đã dạy cách làm bia cho người Cơ đốc.
Cũng giống như thời cổ đại, phụ nữ cũng là những người làm bia chính trong thời Trung Cổ.

## Những loại bia đầu tiên

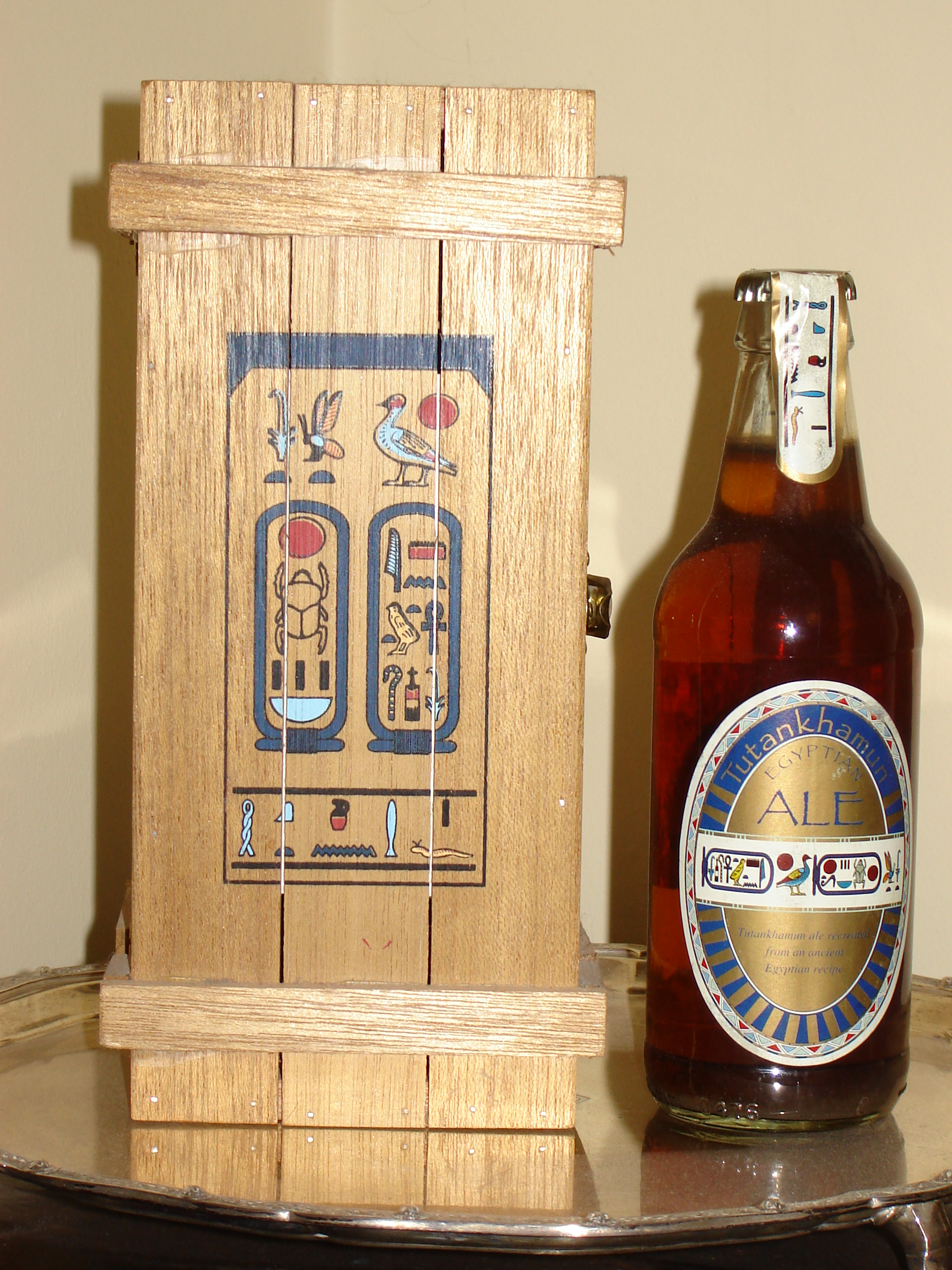
Một bản sao của bia Ai Cập cổ đại, được làm từ lúa mì emmer, sản phẩm của hãng Courage vào năm 1996

Hầu hết các loại ngũ cốc có chứa một lượng đường nhất định, lượng đường này giúp các loại ngũ cốc có thể tự lên men do nấm men tự nhiên trong không khí, có thể các đồ uống giống bia đã được phát triển độc lập trên khắp thế giới ngay khi một bộ tộc một nền văn hóa có được ngũ cố thuần hóa. Thử nghiệm hóa học các bình gốm cổ cho thấy rằng bia đã được làm từ khoảng 5500 năm trước tại vùng đất hiện nay là Iran, và quá trình lên men bia cũng là thử nghiệm sinh học đầu tiên được con người thực hiện. Ngoài ra những phát hiện khảo cổ học gần đây cho thấy người dân Trung Quốc đã ủ những đồ uống có cồn lên men vào khoảng 7000 năm TCN trên quy mô nhỏ lẻ, với quá trình sản xuất và phương pháp tương tự như ở Ai Cập và Lưỡng Hà cổ đại.
Ở vùng Lưỡng Hà (Iraq cổ đại), bằng chứng sớm của bia là bài thơ 3.900 năm tuổi của người Sumer tôn vinh nữ thần bảo trợ nghề làm bia Ninkasi, trong bài thơ đó có các công thức bia lâu đời nhất còn đến nay, mô tả quá trình làm bia từ lúa mạch thông qua bánh mỳ.
| “ | Ninkasi, you are the one You are the one who holds with both hands the great sweet wort... Ninkasi, you are the one who pours out the filtered beer of the collector vat, It is [like] the onrush of Tigris và Euphrates. | ” |

Tạm dịch:
| “ | Ninkasi, người là người duy nhất Người là người duy nhất giữ cả hai tay mạch nha ngọt lịm... Ninkasi, người là người duy nhất rót ra dòng bia thanh lọc từ hũ chứa, Nó là [giống như] nước sông Tigris và Euphrates ùa tới. | ” |

Bia cũng được đề cập tới trong Sử thi Gilgamesh, trong đó 'người đàn ông hoang dã' Enkidu đã lấy bia để uống. "...anh ăn cho đến khi anh no, uống bảy bình bia, trái tim anh trở nên nhẹ hơn, khuôn mặt anh tỏa sáng và anh cất tiếng hát với niềm vui."
Bằng chứng văn tự cổ xác nhận việc làm bia ở Armenia có thể lấy từ trong tác phẩm Anabasis của Xenophon (thế kỷ 5 TCN), khi ông tới một trong những ngôi làng Armenia cổ đại và ông viết:
| “ | Trong đó có lúa mì, lúa mạch và rau quả, và rượu vang được làm từ lúa mạch trong các bát lớn; những hạt mạch nha lúa mạch nằm trôi nổi trong đồ uống lên đến tận miệng của vại, và có cả que sậy trong đó, một số que dài hơn, một số que ngắn hơn, không khớp nhau; khi bạn khát bạn phải lấy một que sậy trong đó đưa lên miệng và hút. Đồ uống không pha thêm nước rất mạnh, và của một hương vị thơm ngon tới những khẩu vị nhất định, nhưng hương vị này phải mua. | ” |

Bia trở nên quan trọng đối với tất cả các nền văn minh trồng ngũ cốc ở Á-Âu và Bắc Phi cổ đại, gồm cả Ai Cập—do đó năm 1868, James Death đưa ra một thuyết có tên gọi Bia của Kinh thánh cho rằng thực phẩm từ thiên đường mà Chúa ban cho dân Israelite là loại bia giống cháo yến mạch, dựa trên bánh mì có tên gọi wusa.
Các loại bia thường ở dạng sền sệt, giống cháo hơn là một loại đồ uống, nên người Sumer thường dùng ống hút để uống nhằm tránh các chất cặn đắng còn sót lại từ quá trình lên men. Ở thời La Mã cổ đại bia được uống phổ biến thay thế cho rượu vang. Tacitus đã viết chê bai loại bia do người Đức ủ vào thời đó. Người Thracia cũng biết dùng bia làm từ lúa mạch đen thậm chí là từ thế kỷ 5 TCN như Hellanicus thành Mytilene nói, tên gọi bia là brutos hay brytos. Còn người La Mã gọi bia của họ là cerevisia, đây là từ gọi bia trong tiếng Celtic.
Người Nubia cổ đại đã dùng bia như một phương thuốc kháng sinh.

## Châu Âu thời Trung cổ
Bia là một trong những đồ uống phổ biến nhất trong thời Trung Cổ. Bia được dùng hàng ngày bởi tất cả các tầng lớp xã hội ở phần phía bắc và đông châu Âu, do những vùng này rất khó hoặc không thể trồng được nho. Dù rượu vang là đồ uống phổ biến nhất ở miền nam châu Âu, nhưng bia vẫn có chỗ đứng của mình trong các tầng lớp thấp hơn. Vào thời trung cổ, nước thường không đảm bảo vệ sinh, nên đồ uống có cồn là một lựa chọn phổ biến do nó đã được đun sôi trong quá trình sản xuất. Bia cũng cung cấp một lượng calo đáng kể hàng ngày cho người dân ở vùng phía bắc châu Âu. Ở Anh và các quốc gia ở vùng đất thấp, lượng tiêu thụ bia đạt 275–300 lít/người/năm (60–66 gallon/người/năm) vào hậu kỳ Trung cổ, người ta uống bia vào mọi bữa ăn. Mặc dù có thể là một trong những đồ uống phổ biến nhất ở châu Âu, nhưng giới khoa học lại coi thường bia và cho nó là thứ đồ uống không lành mạnh, chủ yếu là do các thầy thuốc Hy Lạp cổ đại và Ả-rập đương thời có ít hoặc không có kinh nghiệm với loại đồ uống này. Năm 1256, Aldobrandino của thành Siena đã mổ tả bản chất của bia theo cách sau:
| “ | Nhưng từ bất cứ thứ gì làm ra nó, dù từ yến mạch, lúa mạch hay lúa mì, nó gây hại cho đầu và dạ dày, nó là nguyên nhân khiến hơi thở bị hôi và làm hỏng răng, nó làm đầy dạ dày với hơi khó chịu, và kết quả là bất kỳ ai uống nó cùng rượu vang sẽ nhanh chóng say; nhưng nó làm lợi tiểu và làm da người uống trắng và mịn. | ” |

Việc dùng hoa bia để làm bia đã được Carolingian Abbot đề cập đến năm 822. Việc tạo hương vị của bia từ hoa bia đã được biết đến ít nhất là từ thế kỷ 9, nhưng nó chỉ dần dần được thông qua vì những khó khăn trong việc thiết lập đúng tỷ lệ các thành phần. Trước đó, một hỗn hợp các loại thảo mộc khác nhau có tên gọi gruit đã được dùng, nhưng không có các đặc tính bảo quản như hoa bia. Bia nếu thiếu hoa bia sẽ bị hỏng ngay sau khi chế biến và không thể xuất khẩu được. Chỉ có một lựa chọn khác để giữ bia lâu nếu không có hoa bia là tăng hàm lượng cồn, nhưng cách này khá tốn kém. Bia có dùng hoa bia được hoàn thiện trong các thị trấn của Đức vào thế kỷ 13, bia đã có thể bảo quản được lâu hơn, kết hợp với các thùng chứa có kích thước tiêu chuẩn, đã cho phép xấu khẩu bia trên quy mô lớn. Các thị trấn ở Đức cũng đi tiên phong trong hoạt động sản xuất quy mô mới và chuyên nghiệp hóa mức độ cao hơn. Trước đây bia được làm ở nhà, nhưng đến giai đoạn này việc sản xuất với quy mô trung bình đã rất thành công và thay thế sản xuất quy mô nhỏ, sản xuất quy mô trung bình cần 8 đến 10 nhân công. Loại hình sản xuất này lan sang Hà Lan vào thế kỷ 14, sau đó là Flanders, Brabant và Anh vào cuối thế kỷ 15.
Việc sản xuất bia và ale (một loại bia) ở Anh được làm một cách riêng biệt, những người làm bia không được phép sản xuất cả hai loại sản phẩm này. Hội những người nấu bia rượu London đã nói "không được cho hoa bia, thảo mộc, hoặc những thứ khác vào bất kỳ loại ale hay rượu mà làm nên ale – ale chỉ được làm từ rượu (nước), mạch nha và men." Chú thích này đôi khi được trích dẫn sai làm người đọc hiểu nhầm là hoa bia bị cấm. Tuy nhiên, bia làm từ hoa bia vẫn bị phản đối, ví dụ như:

Ale is made of malte and water; and they the which do put any other thynge to ale than is rehersed, except yest, barme, or goddesgood [three words for yeast], doth sophysticat there ale. Ale for an Englysshe man is a naturall drinke. Ale muste haue these properties, it muste be fresshe and cleare, it muste not be ropy, nor smoky, nor it must haue no wefte nor tayle. Ale shulde not be dronke vnder.v. dayes olde .... Barly malte maketh better ale than Oten malte or any other corne doth ... Beere is made of malte, of hoppes, and water; it is a naturall drynke for a doche [Dutch] man, and nowe of late dayes it is moche vsed in Englande to the detryment of many Englysshe men ... for the drynke is a colde drynke. Yet it doth make a man fatte, and doth inflate the bely, as it doth appere by the doche mennes faces and belyes.

## Châu Âu thời Cận đại

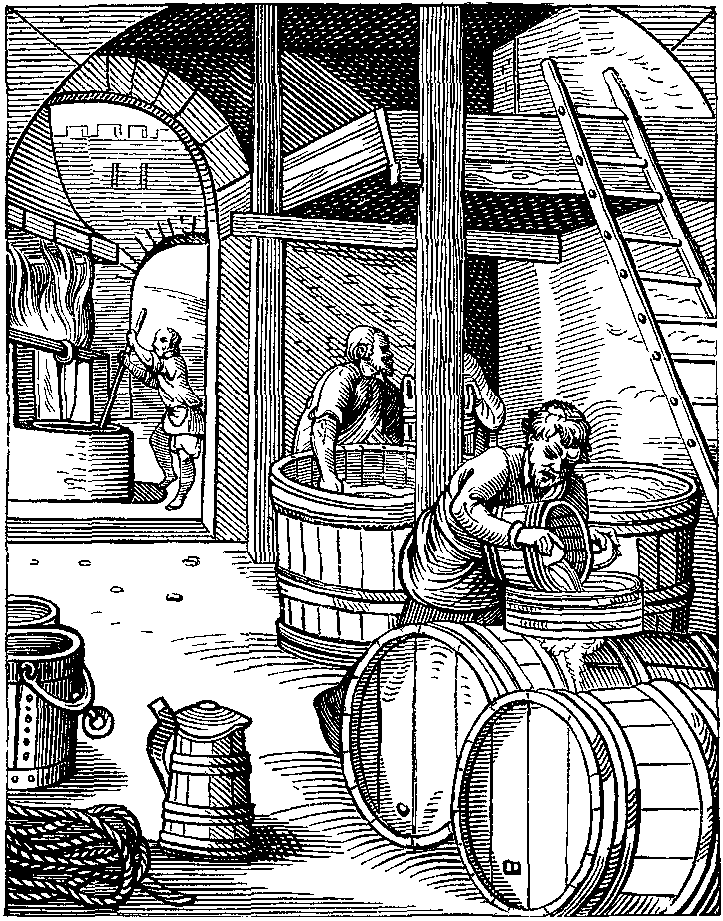
Một nhà máy làm bia vào thế kỷ 16

Tại châu Âu, bia chủ yếu vẫn là hoạt động trong mô hình hộ gia đình, nó vẫn được làm tại như trong thời trung cổ. Xưởng nấu bia thương mại cổ nhất vẫn hoạt động là xưởng bia tu viện Weihenstephan (Bavaria), tu viện này mua quyền nẫu bia từ thị trấn bên cạnh ở Freising năm 1040. Vào thế kỷ 14 và 15, việc sản xuất bia đã dần dần chuyển từ hoạt động trong gia đình sang một nghề thủ công, những người nấu bia còn mở cả quán bia để bán sản phẩm bia của họ.
Nước Anh thế kỷ 15, bia không dùng hoa bia được gọi là ale. Bia dùng hoa bia được nhập khẩu vào Anh từ Hà Lan sớm nhất là khoảng năm 1400 ở Winchester, và hoa bia được trồng ở Anh vào năm 1428. Sự phổ biến của hoa bia là trong hỗn hợp đầu tiên—Hội những người nấu bia rượu London đã tiến xa với lời tuyên bố "không được cho hoa bia, thảo mộc, hoặc những thứ khác vào bất kỳ loại ale hay rượu mà làm nên ale – ale chỉ được làm từ rượu (nước), mạch nha và men." Tuy nhiên, vào thế kỷ 16 "ale" đã được coi là bất kỳ loại bia mạnh nào, tất cả các loại ale và bia đều dùng hoa bia, từ đó nhà khảo cổ John Aubrey đã làm ra bài thơ nổi tiếng
Greeks, Heresie, Turkey-cocks and Beer

Came into England all in a year.

Tạm dịch
Người Hy Lạp, Cải cách Kháng cách, Gà tây hoang và Bia

Cùng tới Anh trong một năm.

năm này, theo Aubrey là năm thứ 15 triều vua Henry VIII (1524).

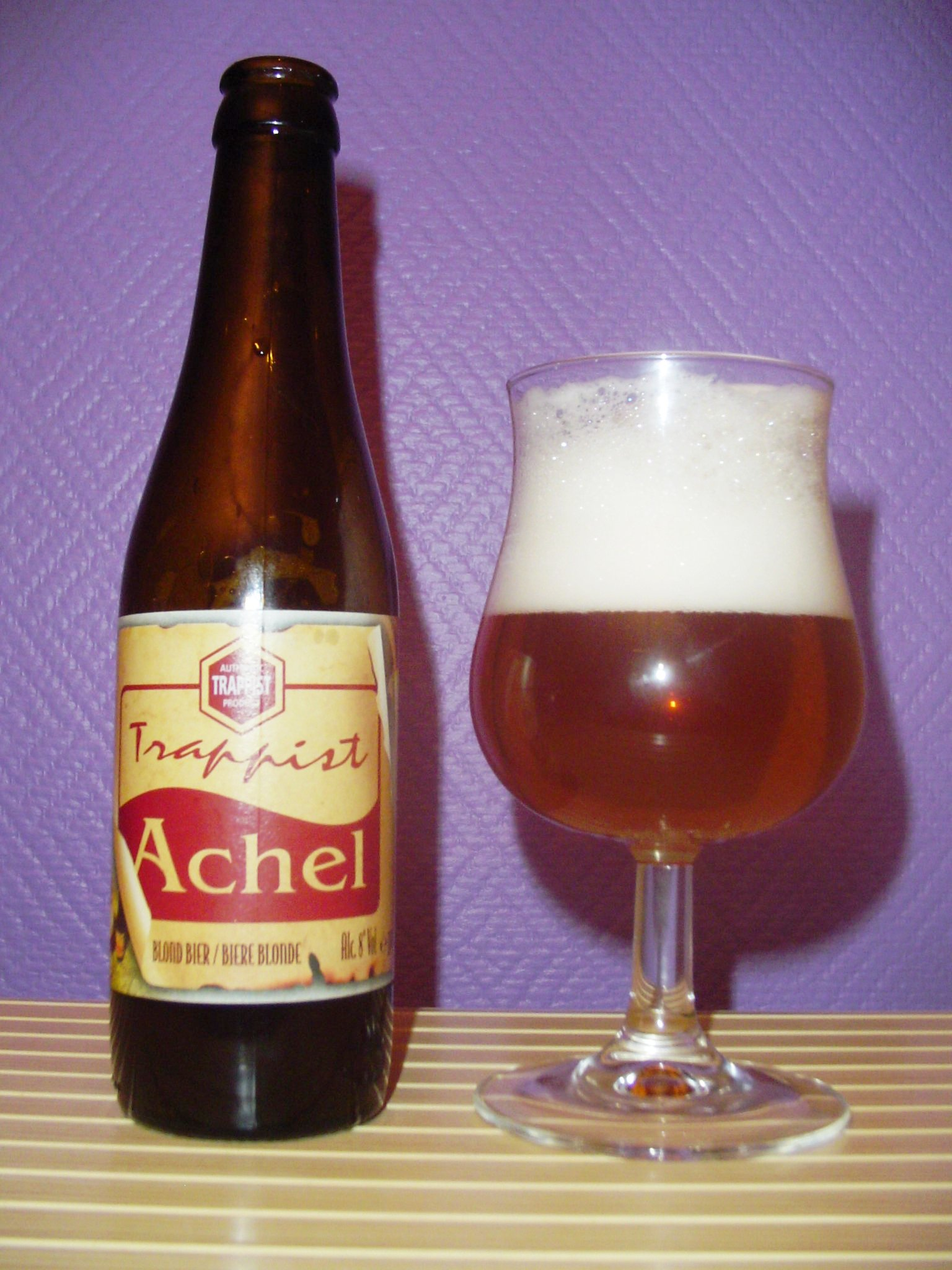
Bia trappist Achel (Bỉ)

Năm 1516, William IV, Công tước xứ Bavaria, đã thông qua bộ luật Reinheitsgebot (luật sản xuất bia tinh khiết), có lẽ đây là bộ luật quy định về sản xuất thực phẩm lâu đời nhất vẫn còn được dùng cho đến thế kỷ 20 (Reinheitsgebot đã được luật pháp Đức thông qua chính thức vào năm 1987). Luật Gebot quy định các thành phần của bia chỉ được giới hạn trong nước, lúa mạch và hoa bia; men được thêm vào danh sách sau các khám phá của Louis Pasteur về vi khuẩn vào năm 1857. Luật của người Bavaria đã được áp dụng trên toàn nước Đức như một bộ luật của nước Đức thống nhất là Đế chế Đức dưới thời Otto von Bismarck, và từ đó nó được cập nhật để phản ánh các xu hướng hiện đại trong sản xuất bia. Cho đến ngày nay, bộ luật Gebot vẫn được coi là một tiêu chuẩn cho sự tinh khiết của bia, mặc dù điều này còn gây tranh cãi.
Hầu hết các loại bia cho đến thời gian gần đây dùng men nổi (top-fermented). Các loại bia dùng men chìm (bottom-fermented) đã được phát hiện nhờ một sự tình cờ vào thế kỷ 16 sau khi bia được cất trong các hầm lạnh một thời gian dành; thể tích của loại bia dùng men chìm tăng nhanh hơn các loại bia dùng men nổi.

## Châu Á
Bằng chứng thời tiền sử cho thấy việc làm bia bắt đầu khoảng 5400 năm TCN ở Sumer (miền nam Iraq hiện nay). Tuy nhiên, giống như lịch sử rượu whiskey ngo, sản xuất đồ uống có cồn thường được xem như một cách để bảo quản ngũ cốc dư thừa hơn là một nghề thủ công.
Các tài liệu cổ và kết quả khai quật mộ cổ gần dây cho thấy, người Trung Quốc đã làm đồ uống có cồn từ mạch nha và ngũ cốc bằng nấm men từ thời tiền sử, nhưng người Trung Quốc lại xem quá trình biến đổi mạch nha là không hiệu quả khi đem so với việc dùng nấm men, đặc biệt là với gạo (gạo ủ với nấm men được gọi là Tửu khúc (酒麴) trong tiếng Trung Quốc và Koji trong tiếng Nhật), gạo nấu chín được trộn với nấm men sẽ biến tinh bột trong gạo lên men, sản phẩm sau khi chưng cất là đồ uống có cồn và bã (người Trung Quốc dùng bã gọi là Tửu tao (酒糟) làm nguyên liệu để nấu ăn, còn ở phương Tây lại dùng rượu vang). Hơn nữa, cây hoa bia không mọc ở Đông Á nên đồ uống có cồn làm từ mạch nha sẽ không thể giữ lâu, và việc dùng mạch nha để sản xuất đồ uống có cồn dần dần mờ nhạt ở Trung Quốc, cho đến khi nó biến mất khỏi lịch sử Trung Quốc vào cuối Triều đại nhà Đường. Người Trung Quốc chủ yếu sử dụng gạo để nấu rượu, nên họ ít biết tới các loại rượu vang từ trái cây cho đến khi chúng được nhập khẩu vào Trung Quốc.
Đồ uống có cồn làm từ gạo nấu chín lên men bởi các loại vi khuẩn vẫn tiếp tục được sản xuất cho đến ngày nay, một số đồ uống được phân loại như bia (mễ tửu (米酒 mijiu) trong tiếng Trung và Sake trong tiếng Nhật) vì chúng được làm từ tinh bột hơn là đường trái cây. Tuy nhiên, đây còn là một điểm gây tranh cãi, và các đồ uống như vậy thường được gọi là "rượu gạo" hay "sake", đây là những từ chung chung trong tiếng Trung và tiếng Nhật cho tất cả các loại đồ uống có cồn.
Một số nền văn hóa trên đảo ở Thái Bình Dương đã biết lên men tinh bột, và tinh bột biến thành đường lên men nhờ nước bọt của người giống như loại đồ uống chicha ở Nam Mỹ. Nhiều bộ lạc trên thế giới cũng làm đồ uống theo cách này, họ nhai hạt ngũ cốc và sau đó phun lên bình lên men hoặc phun vào bình lên men có gạo đã nấu chín, sau đó bình được đậy kín để quá trình lên men diễn ra. Enzyme trong nước bọt đã biến tinh bột thành đường lên men, loại đường này được lên men bằng nấm men tự nhiên. Sản phẩm dù là đồ uống được gọi là bia hay không đôi khi vẫn có tranh cãi, vì:
1. Rượu làm từ gạo ở châu Á không làm từ mạch nha.
2. Phương pháp này thường được sử dụng với các nguyên liệu như khoai mỡ, khoai môn, hoặc các loại rau củ quả chứ không hẳn là ngũ cốc.

Một số bộ lạc người Đài Loan thực hiện quá trình ở một bước cao hơn là chưng cất đồ uống có cồn và kết quả là rượu. Tuy nhiên, có vẻ như không có bộ lạc Đài Loan nào biết cách phát triển hệ thống chữ viết, nên không có tài liệu nào nói về việc này diễn ra như thế nào, hoặc có thể kỹ thuật chưng cất này được mang từ Trung Quốc đại lục đến cùng với người nhập cư vào thời Hán. Thực tế cho thấy kỹ thuật này thường được tìm thấy trong các bộ lạc sử dụng kê (một loại ngũ cốc bản địa ở miền bác Trung Quốc) làm nguyên liệu.
Nhà máy bia đầu tiên ở châu Á được thành lập chính thức vào năm 1855 (dù nó đã được thành lập từ trước đó) do Edward Dyer làm chủ. Nhà máy bia này được đặt ở Kasauli trên dãy núi Himalaya, Ấn Độ và có tên gọi là Dyer Breweries. Công ty này hiện vẫn đang hoạt động và được biết đến với tên gọi Mohan Meakin, ngày nay đây là một tập đoàn lớn gồm nhiều công ty hoạt động trong nhiều lĩnh vực công nghiệp.

## Cuộc cách mạng công nghiệp

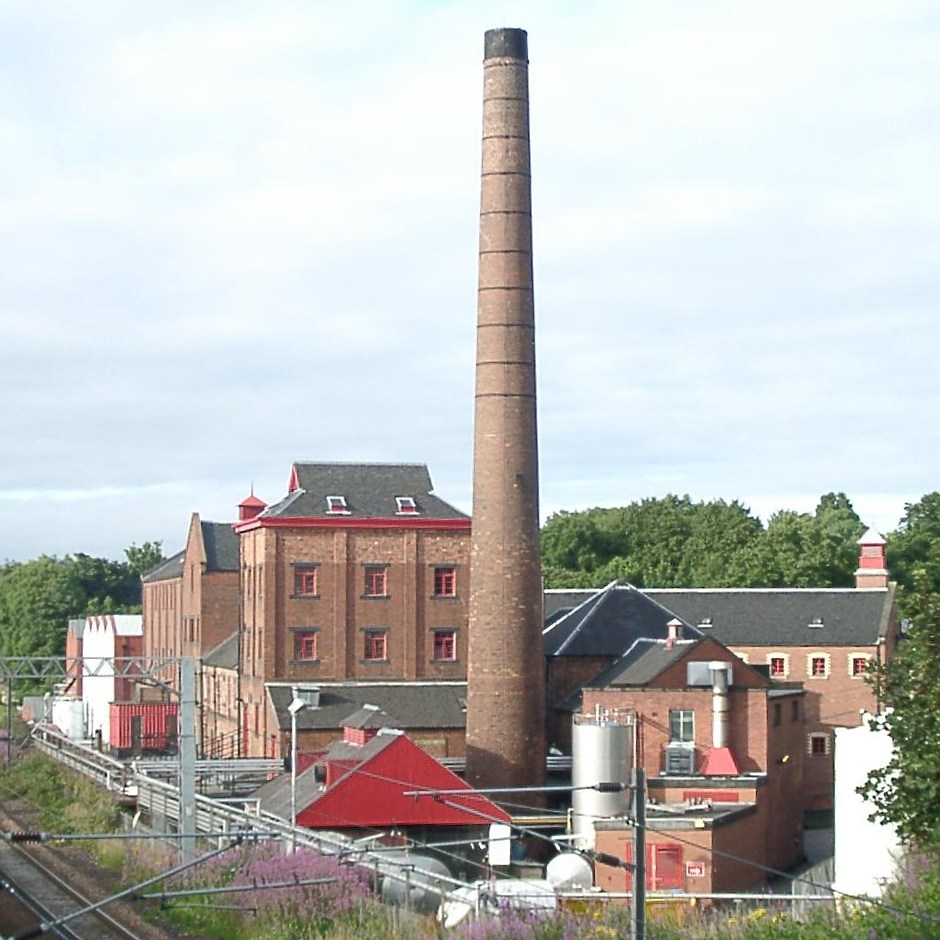
Công ty sản xuất bia Caledonian Brewery, thành lập năm 1869, Edinburgh, Scotland

Sau những cải tiến đáng kể về hiệu suất động cơ hơi nước vào năm 1765, ngành công nghiệp bia đã hình thành. Các cải tiến mới trong quá trình sản xuất bia đã diễn ra với sự ra đời của nhiệt kế vào năm 1760 và phù kế vào năm 1770, cho phép các nhà sản xuất tăng hiệu quả và giảm tổn hao trong quá trình sản xuất.
Thời kỳ trước cuối thế kỷ 18, mạch nha chủ yếu được sấy khô bằng lửa do đốt gỗ, than củi, rơm rạ, và tới năm 1600 là dùng thêm than cốc.
Nói chung, các loại mạch nha được sấy khô theo phương thức đốt này sẽ bị ám khói, do đó những loại bia thời kỳ đầu thường có mùi vị khói; có nhiều bằng chứng cho thấy người nấu bia đã cố gắng hết sức để hạn chế khói ám vào bia thành phẩm.
Những nhà văn vào thời kỳ này mô tả mùi vị đặc biệt có nguồn gốc từ mạch nha sấy khô bằng gỗ, và hầu hết chất lượng của bia bị thay đổi là do nó gây ra. Bia và ale có vị khói của các xứ miền Tây nước Anh nổi tiếng là không uống được – chỉ có người dân địa phương và những kẻ liều mạng mới uống nó. Đây là "Hướng dẫn Sản xuất bia rượu mạch nha" (1700):

Hầu hết các xứ ở miền Tây, mạch nha của họ có mùi khó chịu với Khói (Smoak) của Gỗ, khi nó được sấy khô, nó khiến những Người lạ không thể chịu được, dù vậy những người dân, những người đã quen với nó, có thể nuốt nó như những Người Hà Lan làm Bia đen pha (Black Beer Brewed) đặc của họ với Bột kiều mạch (Buck Wheat).

Thậm chí một tra cứu trước đó như vậy về mạch nha đã được William Harrison ghi lại trong tác phẩm "Description of England" viết năm 1577:

Ở một số nơi nó [mạch nha] được sấy khô vào lúc rỗi rãi (at leisure) chỉ bằng gỗ, hoặc chỉ bằng rơm rạ, hoặc kết hợp gỗ và rơm rạ, nhưng, tất cả, sấy khô bằng rơm rạ là tốt nhất. Đối với mạch nha sấy khô bằng gỗ, khi nó được ủ, ngoài việc đồ uống có màu đậm hơn, nó làm đau đầu người uống mà điều này không liên quan, bởi khói. Cũng như dùng cả sự thờ ơ để lột vỏ, bổ củi, và làm khô gỗ của họ trong lò, do đó loại bỏ tất cả độ ẩm cần để tạo khói 

Trong cuốn "London and Country Brewer" (1736) chỉ rõ nhiều loại "mạch nha nâu" phổ biến ở thành phố:

Mạch nha Nâu được sấy khô bằng Rơm rạ, Gỗ và Cây dương xỉ, vân vân. Sây khô bằng rơm rạ là tốt nhất, nhưng các loại gỗ có Mùi vị không tự nhiên nhất, mà ít người có thể chịu đựng, nhưng vì túng thiếu, và những người đã quen với mùi vị khói mạnh; nhưng nó đã được dùng nhiều trong một số xứ ở miền Tây nước Anh, và nhiều ngàn Quarter loại mạch nha này đã được sử dụng trước đây ở London để nấu Butt-keeoing-beer, và bởi vì nó được bán có 2 shilling mỗi Quarter rẻ hơn so với Mạch nha sấy khô bằng Rơm rạ, cũng không phải Chất lượng của Mạch nha sấy khô bằng Gỗ được quan tâm nhiều bởi một số Người ủ bia, Hương vị tồi của nó sẽ biến mất trong chín hoặc mười hai Tháng, theo Tuổi Bia, và độ mạnh của Chất lượng Hoa bia tốt đã được sử dụng để bảo quản nó

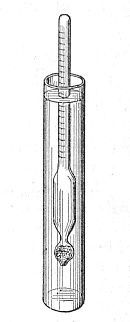
Một phù kế dùng để đo khối lượng riêng tương đối của bia

Phù kế đo độ biến đổi của bia được ủ. Trước khi có phù kế, bia được ủ từ một loại mạch nha duy nhất: bia màu nâu từ mạch nha màu nâu, bia màu hổ phách từ mạch nha màu hổ phách, bia màu nhạt từ mạch nha màu nhạt. Khi có phù kế, người nẫu bia có thể tính được hiệu suất từ các loại mạch nha khác nhau. Họ quan sát thấy mạch nha nhạt, dù đắt hơn, nhưng chất lên men lại nhiều hơn so với mạch nha rẻ tiền. Ví dụ, mạch nha nâu (dùng cho bia Porter – một loại bia đen) cho 54 pound chiết xuất mỗi quarter, trong khi mạch nha vàng nhạt cho tới 80 pound. Khi đã biết điều này, người ủ bia chuyển sang chủ yếu dùng mạch nha màu nhạt để nấu tất cả các loại bia, sau đó họ bổ sung thêm một lượng nhỏ mạch nha có màu đậm hơn để đạt được màu đúng cho các loại bia sẫm màu hơn.
Năm 1817, Daniel Wheeler phát minh ra lò nướng hình trống đã cho phép tạo ra các loại mạch nha rang có màu rất sẫm, góp phần tạo nên hương vị cho bia đen và bia nâu nặng. Việc phát triển này đã được nhắc đến trong một đạo luật Anh năm 1816 cấm việc sử dụng bất kỳ các thành phần khác ngoài mạch nha và hoa bia. Những người nấu bia đen lại chủ yếu dùng mạch nha nhạt, nên họ cần khẩn cấp một loại giải pháp hợp pháp để cho bia có màu sẫm hơn. Sáng chế của Wheeler là một giải pháp như vậy.
Việc Louis Pasteur phát hiện ra vai trò của men trong quá trình lên men vào năm 1857 đã giúp người nấu bia có phương pháp sản xuất để ngăn bia chua do các vi khuẩn gây hại.

## Bia hiện đại

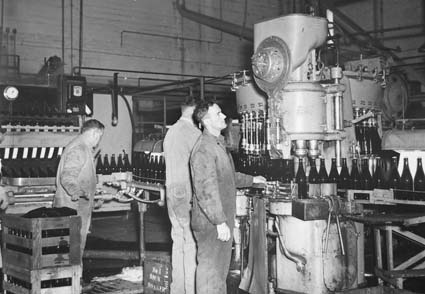
Dây chuyển đóng chai bia trong một nhà máy hiện đại năm 1945, Australia

Nhiều quốc gia châu Âu có truyền thống sản xuất bia rất lâu đời. Bia là một thức uống đặc biệt quan trọng ở các nước như Bỉ, Đức, Áo, Ireland, và Anh; với các quốc gia như Pháp, các nước Bắc Âu, Ba Lan, Cộng hòa Séc, Tây Ban Nha và các nước khác có truyền thống sản xuất bia độc đáo và lâu bền với lịch sử của riêng họ, các phương pháp sản xuất bia đặc trưng và nhiều loại bia khác nhau.
Không giống như nhiều nơi trên thế giới, có một thị trường quan trọng ở châu Âu (đặc biệt là Vương quốc Anh) dành cho bia chứa men sống (bia tươi). Loại bia này chưa được lọc, chưa được diệt khuẩn. Loại bia này khiến người ta lúng túng khi đem so sánh với loại bia đã được lọc và diệt khuẩn vẫn được bán: chất lượng bia tươi có thể ít được chú ý, nhưng nhiều người lại thích hương vị của bia tươi hơn là bia chết. Trong khi bia thường được làm chính trong thời gian tương đối ngắn (vài tuần cho tới vài tháng) do với rượu vang, một số loại bia mạnh hơn gọi là real ale đã được làm với hương vị và đặc điểm được phát triển qua nhiều thập kỷ.
Ở một số nơi trên thế giới, nhà máy bia bắt đầu như một ngành kinh doanh gia đình ở Đức, những người di dân châu Âu khác đã biến nó thành những công ty lớn, sau đó vi lợi nhuận những người đứng đầu công ty ít quan tâm tới chất lượng truyền thống của các loại bia, dẫn tới một sự xuống cấp của sản phẩm.
Năm 1953, Morton W. Coutts người New Zealand đã phát triển một kỹ thuật lên men liên tục. Sáng chế của Coutts liên quan tới quá trình cho bia chảy qua bể kín, việc lên men xảy ra dưới áp suất và nhiệt độ, không bao giờ để bia tiếp xúc với không khí, thậm chí cả khi đóng chai. Phát minh này của Coutts được giới thiệu ở Mỹ và Anh, nhưng giờ nó chỉ được sử dụng trong ngành sản xuất bia ở New Zealand.
Trong một số lĩnh vực, người làm bia miễn cưỡng phải đón nhận các công nghệ mới do họ sợ đánh mất các đặc tính truyền thống trong các sản phẩm bia của họ. Ví dụ nhà máy bia Marston ở Burton on Trent hiện vẫn sử dụng các thiết bị bằng gỗ gọi là Burton Union cho quá trình lên men để duy trì chất lượng và hương vị bia của mình, trong khi người làm bia lambic ở Bỉ lại để các nồi ủ bia ngoài không khí để chọn loại men tự nhiên để lên men dịch nha. Các kỹ thuật sản xuất bia truyền thống bảo vệ bia khỏi quá trình oxy hóa bằng cách duy trì một tấm phủ carbon dioxide trên dịch nha khi nó lên men thành bia,

Lượng bia tiêu thụ trên thế giới tính theo đầu người

Các nhà máy bia hiện đại giờ sản xuất nhiều loại bia khác nhau, từ các loại bia cổ như bia lambic lên men một cách tự nhiên của Bỉ; bia vàng, bia đen, bia trắng (bia lúa mì) và nhiều loại khác của Đức; các loại bia ale như stout, mild, pale, bitter, golden của Anh; các loại bia mới của Mỹ như Chili Beer, Cream Ale và Double India Pale Ales
Ngày nay, ngành công nghiệp sản xuất bia là một ngành công nghiệp toàn cầu rất lớn, bao gồm một số công ty đa quốc gia, và hàng ngàn các nhà sản xuất nhỏ khác nhau, từ các quán bia nhỏ tới các nhà máy bia vùng. Những tiến bộ trong việc làm lạnh, vận chuyển xuyên lục địa và quốc tế, tiếp thị và thương mại có kết quả trong một thị trường quốc tế, nơi người tiêu dùng có hàng trăm sự lựa chọn giữa các loại bia khác nhau của địa phương, vùng, quốc gia và nước ngoài.
Hoa Kỳ
Trước khi có lệnh cấm rượu bia, đã có hàng ngàn nhà máy bia tại Hoa Kỳ, chủ yếu làm các loại bia nặng hơn các loại bia mà người Mỹ hiện đại đang dùng. Bắt đầu từ năm 1920, hầu hết các nhà máy bia đều ngừng hoạt động, một số chuyển sang sản xuất nước giải khát và ngành kinh doang khác. Bia lậu thường pha thêm nước để tăng lợi nhuận cho người bán, khiến bia nhẹ hơn, và nó đã trở thành một xu hướng kéo dài đến ngày nay, đó là khẩu vị của người Mỹ thích loại bia nhẹ. Việc hợp nhất các nhà máy bia và áp dụng các tiêu chuẩn kiểm soát chất lượng công nghiệp đã đưa tới nền công nghiệp sản xuất hàng loạt và tiếp thị hàng loạt số lượng cực lớn các loại bia vàng nhẹ. Quảng cáo trở thành quan trọng nhất, công ty lớn hơn sẽ nắm giữ thị phần thị trường nhiều hơn. Những thập kỷ sau Chiến tranh Thế giới II đã thấy một sự hợp nhất mạnh mẽ của ngành công nghiệp sản xuất bia Mỹ: các công ty sản xuất bia mua đối thủ của mình chỉ để có được khách hàng và hệ thống phân phối, còn hệ thống sản xuất bia của đối thủ bị mua sẽ bị đóng cửa. Các nhà máy bia và lượng bia nhập khẩu đã trở nên nhiều hơn từ giữa thập niên 1980; số lượng nhà máy bay được tuyên bố vào năm 2007 là trên 1500, đến năm 2010 là 1400 nhà máy, tùy thuộc vào nguồn tin.

## Bia trong thần thoại

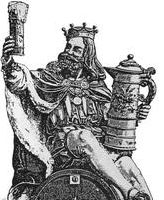
Gambrinus–vua bia

Sử thi Kalevala của Phần Lan, được thu thập vào văn bản trong thế kỷ 19 nhưng dựa trên truyền thuyết truyền miệng qua nhiều thế kỷ, đã dành nhiều dòng hơn để nói về nguồn gốc của bia và cách làm bia so với những dòng nói về nguồn gốc của loài người.
Thần thoại vua Gambrinus xứ Flemish (từ Jan Primus (John I)), đôi khi còn chép cả chuyện phát minh ra bia.
Theo truyện truyền thuyết Séc, thần hiếu khách Radegast đã phát minh ra bia.
Ninkasi là nữ thần bảo trợ cho nghề bia ở Sumer cổ đại.
Trong thần thoại Ai Cập, sự thèm khát máu của nữ thần sư tử Sekhmet hung dữ chỉ được thỏa mãn sau khi nữ thần này bị lừa uống một lượng bia có màu đỏ rất lớn: nữ thần bị say, từ bỏ việc tàn sát và trở nên ngoan ngoãn.
Trong thần thoại Bắc Âu, thần biển Ægir, vợ thần là Rán, và 9 người con gái đã ủ ale (hoặc rượu mật ong) cho các vị thần. Trong Lokasenna có nói rằng, Ægir sẽ tổ chức một bữa tiệc mà các vị thần sẽ được uống bia ủ cho họ. Ægir đã thực hiện điều này trong một két khổng lồ mà Thor mang tới. Những chiếc ly trong lâu đài của Ægir luôn luôn đầy, phép thuật kỳ diệu đã khiến chúng tự đầy khi hết. Ægir có hai người hầu trong lâu đài để hầu hạ mình; đó là Eldir [Fire-Kindler] và Fimafeng [Handy].
Trong khúc ca xaga Nart, Satanaya (Ubykh [satanaja], Adyghe]] [setenej], Ossetian [ʃatana]), mẹ của các Nart đã phát minh ra bia.